# Trebbichau an der Fuhne
Trebbichau an der Fuhne is een plaats en voormalige gemeente in de Duitse deelstaat Saksen-Anhalt, en maakt deel uit van de Landkreis Anhalt-Bitterfeld.
Trebbichau an der Fuhne telt 382 inwoners.